# Über den Tag hinaus
Über den Tag hinaus ist ein Filmdrama des Regisseurs Martin Enlen aus dem Jahr 2015. Die Hauptrollen werden verkörpert von Horst Sachtleben als im Ruhestand befindlichen Psychotherapeuten Professor Dr. Walter Singer und Katja Studt als Taxifahrerin Greta Tullner, die den alten Herrn einen ganzen Tag lang begleitet.
Der Film wurde auf dem Festival des deutschen Films mit dem Publikumspreis 2015 ausgezeichnet und im Fernsehen erstmals am 9. September 2015 zur Hauptsendezeit im Rahmen der ARD-Reihe Filmmittwoch im Ersten ausgestrahlt.

## Handlung
Die 41-jährige misanthropische Greta Tullner ist Taxifahrerin und möchte nach einer anstrengenden Nachtschicht und frustriert von ihrem Job eigentlich nur noch ins Bett, als ihr von der Taxizentrale der 83-jährige Tagesfahrgast Prof. Dr. Walter Singer aufgedrängt wird. Der Doktor der Psychiatrie, spezialisiert auf Traumata und Depressionen, scheint selbstsicher, lebensfroh und charmant zu sein. Aus nur ihm bekannten Gründen möchte er aus dem Tag einen perfekten machen und hat demzufolge zur Abarbeitung ihm wichtiger Dinge einen genauen Ablauf erstellt, den er mit Hilfe eines Taxis bewältigen will. Greta Tullner möchte den Fahrgast, der ihr sichtlich auf die Nerven geht, nur noch loswerden, fährt ihn aber widerwillig zur Frankfurter Sehnsuchtsbrücke Eiserner Steg, in der Hoffnung ihn danach irgendwo absetzen zu können. Nachdem Singer dort seiner verstorbenen Frau Viola nachgetrauert hat, die er einst auf dieser Brücke kennengelernt hatte, entdecken Greta und er, dass sie beide Homer zugeneigt sind und Altgriechisch und Latein beherrschen. Sodann fährt Greta den alten Herrn zu einer Bank, wo er sein angelegtes Vermögen abhebt und sie feststellen muss, dass ihr Konto leer und ihr Dispokredit hoffnungslos überzogen ist. Greta entschließt sich trotz ihrer anhaltenden Müdigkeit den Fahrgast nun doch noch bis zur Mittagszeit zu fahren, um sich die zusätzlichen 100 € für die Fahrt zu sichern. Daran anschließend plant sie, ihre demente Mutter im Pflegeheim zu besuchen.
So begibt sie sich erst einmal mit Singer zu seiner ersten Verlobten Francesca und einem Haus, in dem er über 30 Jahre gelebt hat. Während Walter Singer ihr nach und nach seine Lebensgeschichte erzählt, kauft er sich einen maßgeschneiderten weißen Anzug und einen schönen Blumenstrauß für sie. Greta erklärt ihm daraufhin, dass Schnittblumen aus ihrer Sicht eine vermeidbare Belastung für die Umwelt darstellen und macht ihn mit ihrem Interesse an der Klimaforschung vertraut.
Singer als ehemaliger Chefarzt erkennt jedoch im Laufe der immer intensiver werdenden Gespräche, dass Greta unter Depressionen leidet, gegen die sie Medikamente einnimmt, das Grundübel ihrer Unzufriedenheit jedoch darin begründet liegt, dass sie nach dem Sinn ihres Lebens sucht. Singer versucht vorsichtig Greta zu therapieren, ihr Mut zuzusprechen und ihr klarzumachen, dass das Leben für sie noch nicht vorbei sei und sie im Gegensatz zu ihm noch „mitten im Leben stehe“. Der ehemals vielbeschäftigte Chefarzt trägt immer noch Schuldgefühle mit sich herum, da er selbst seine eigene depressive und unter Liebeskummer leidende 23-jährige Tochter Nora wegen eines Suizids verloren hat, was ihm immer noch zu schaffen macht. Er sieht in Greta so etwas wie eine Tochter und möchte nicht, dass sie ebenso endet wie seine Tochter Nora. Greta jedoch wehrt sich vehement gegen seine Therapie, für Singer ein weiteres Anzeichen eines typischen Phänomens von depressiven Personen, woraufhin sie ihn infolge eines Streites mitten auf der Landstraße aussetzt. In einer Kirche in einem oberhessischen Dorf aus Walters Kindheit treffen sich beide wieder, versöhnen sich und genießen anschließend tanzend das Leben. Singer hat inzwischen seinen Tagesplan über Bord geworfen, da ihm die Zeit mit Greta wichtiger ist.
Voller Elan nimmt Singer Greta auf eine Wissenschaftsparty mit, die von der ihm bekannten Heidi Krüger veranstaltet wird. Hier findet Greta nicht nur zu ihrer Schönheit zurück, die ihr in Folge ihrer Depressionen verloren ging, es gelingt Singer zudem, auf sie dahingehend einzuwirken, beruflich das zu tun, was sie glücklich macht und an dem sie Freude hat. Greta sieht ihren Weg nun vor sich, sie wird ihr abgebrochenes Studium der Meteorologie wieder aufnehmen, das Grundlage ihres Interesses an der Klimaforschung ist. Greta wird auf der Party erstmals jedoch auch damit konfrontiert, dass Singer an einem Gehirntumor leidet und todkrank ist, und die Zeit des endgültigen Abschieds nahe ist. Das ist der Moment, wo beide die Rollen tauschen: Greta ist nun die Selbstbewusste, die sich für das Schicksal des anderen interessiert und ihn dazu anhält nicht davonzulaufen, sondern jeden Tag zu genießen, so wie Singer ihr selbst das vor kurzem noch eingebleut hat. Singer jedoch will davon nichts wissen, woran auch die Schuldgefühle gegenüber seiner Tochter einen großen Anteil haben, und zieht sich auf einen Bahnhof zurück. Schließlich aber erzählt er Greta doch von Nora, während beide auf der Wiese liegend die Sternschnuppen zählen.
Sogleich nach der Rückfahrt und dem Abschied kündigt Greta ihren Job und erhält kurz darauf als letzten Gruß ein Paket mit der altertümlichen Aktentasche aus Rindsleder, die Singers gesamtes auf der Bank abgehobenes Sparguthaben nebst einem persönlichen Brief enthält, in dem Walter schildert, dass er zu dem Zeitpunkt, da Greta seinen Brief lesen werde, die Aktentasche und deren Inhalt nicht mehr brauchen werde. Gretas Blick richtet sich nach Walter Singers Zeilen sehnsüchtig, erwartungsvoll und durchzogen von wehmütigen Glücksgefühlen in den Himmel hin zu Walter, mit dem sie sich „über den Tag hinaus“ verbunden fühlt.

## Produktion, Veröffentlichung
Die Dreharbeiten begannen am 6. August 2014 und endeten am 11. September desselben Jahres. Gedreht wurde in Frankfurt am Main sowie der unmittelbaren und weiteren Umgebung. Frank Prümmer war für das Szenenbild verantwortlich, Majid Sarafi für den Ton. Dominik Diers leitete die Filmproduktion.
Über den Tag hinaus wurde erstmals am 23. Juni 2015 beim Ludwigshafener Festival des deutschen Films gezeigt und erhielt den Publikumspreis.

## Soundtrack
Die Musik in „Über den Tag hinaus“ ist so vielfältig, wie die es die Lebensabschnitte von Walter sind:
- Utopia von Alanis Morissette
- Summertime von Chet Baker
- Volare (Nel blu dipinto di blu) von Domenico Modugno
- Dove sei, amato bene? von Patrick Dörhöfer
- Impromptu Nr. 3 op. 90 in G flat Minor von Franz Schubert
- Ricercata duodecima von Alessandro Palmeri
- Giorgio by Moroder von Daft Punk
- Silent Heart von Anthony Phillips & Samuel Karl Born

## Rezeption

### Kritik
Die Frankfurter Neue Presse resümierte, dass der Film den Publikumspreis des Filmfestivals verdient habe. Der Stern spiegelt in einem Artikel wider, dass eine besondere Stärke des Films darin liegt, etwas wahrhaftig Großartiges zu zeigen, mit einem hohen Maße an menschlicher Zuneigung.
Der Journalist Thomas Gehringer war bei tittelbach.tv voll des Lobes über das „melodramatische Roadmovie, das reich an aufzuarbeitenden Schicksalsschlägen und manchmal hart an der Grenze zum Kitsch“ sei. Weiter schrieb er: „Die Inszenierung behält jedoch die Leichtigkeit und feiert herzerwärmend die Lebensfreude. Hier wird in klugen, humorvollen Dialogen übers Leben philosophiert. Sachtleben spielt hinreißend, die Kamera schwelgt in oberhessischen Motiven, und die vielfältige Musik überzeugt.“ Gehringer sprach von einem „traurig-schönen Wohlfühlfilm, der zweifellos ziemlich überladen sei mit Problemen und Schicksalsschlägen, dem aber eine Prise Humor, das hinreißende Spiel des 1930 geborenen Sachtleben und die vielseitige Musik (Jazz, Pop, Klassik) die nötige Leichtigkeit“ geben würden.

### Einschaltquote
Der Film wurde bei seiner Erstausstrahlung von 4,88 Mio. Zuschauern gesehen, was einen Marktanteil von 17,1 Prozent ergibt.